# Viggo Hansteen
Harald Viggo Hansteen (13 de septiembre de 1900 – 10 de septiembre de 1941) fue un abogado noruego quién fue ejecutado por los alemanes durante la ocupación de Noruega por la Alemania nazi.

## Biografía
Nació en Oslo, Noruega. Como estudiante fue parte del establecimiento de Mot Dag. Cuándo cooperaba entre Mot Dag y el Partido Comunista noruego llegó a su fin en 1929,  permaneció en el Partido Comunista. Se convirtió en abogado defensor de la Corte Suprema en 1933 y asesor judicial para la Confederación de Sindicatos de Noruega en 1936. En 1940 viajó con el gobierno en el exilio, a Londres, pero volvió a Oslo en junio. Contribuyó fuertemente a la prevención del intento del Nasjonal Samling en obtener el control de la Confederación de Sindicatos.
Hansteen fue ejecutado el 10 de septiembre de 1941 durante el estado de ley marcial, qué siguió a la llamada Huelga de la leche (Melkestreiken). La razón de la huelga era que los suministros alimentarios habían empeorado cada vez más, por septiembre de 1941. Al mismo tiempo también fue ejecutado el activista laboral Rolf Wickstrøm, quién era el representante del sindicato y presidente de la sindicalización de trabajadores en el Skabo Jernbanevognfabrikk en Oslo. Fueron los dos primeros ciudadanos noruegos ejecutados por los alemanes durante la ocupación de cinco años de Noruega. Ambos fueron sepultados en el  Cementerio Vår Frelsers.
Viggo Hansteen y Rolf Wickstrøm fueron honrados por el nombrando de un tramo de carretera alrededor de Oslo que lleva sus nombres. La viuda de Hansteen, Kirsten Hansteen fue parte del gobierno de coalición de Einar Gerhardsen en 1945 y fue la primera mujer miembro de gabinete de Noruega.
En 1948, un monumento de granito con un relieve de bronce fue levantado en el sitio de su ejecución en Årvoll en distrito de Bjerke, Oslo. El monumento estuvo dirigido por el escultor noruego Nic Schiøll (1901–1984). Dice lo siguiente:

Viggo Hansteen y Rolf Wickstrøm. Las primeras víctimas en la lucha de Noruega por la libertad de 1940 a 1945. Fusilados por los alemanes el 10 de septiembre de 1941.
— Inscripción en el Memorial de Østre skytterlags bane.

## Otras fuentes
- Berntsen, Harald (1995) A liv - én skjebne: Viggo Hansteen og Rolf Wickstrøm (Oslo: Aschehoug) ISBN 82-03-26002-0